# Bracon ochraceus
Bracon ochraceus är en stekelart som beskrevs av Szepligeti 1896. Bracon ochraceus ingår i släktet Bracon och familjen bracksteklar. Inga underarter finns listade.